# Горан Нинов
Горан Нинов Маринов е български политик от БКП.

## Биография
Роден е на 23 февруари 1938 г. във врачанското село Буковец. От 1960 г. е член на БКП. Завършва Висшия икономически институт „Карл Маркс“ в София, а по-късно Висшата партийна школа в Москва. Още като ученик и студент е избиран за секретар на Комсомола и секретар на ДКМС. През 1965 г. става секретар на Окръжния комитет на ДКМС във Враца и заместник-завеждащ отдел в ЦК на Комсомола. В периода 1972 – 1976 г. е завеждащ отдел „Организационен“ в Окръжния комитет на БКП във Враца. Освен това е бил първи секретар на Общинския комитет на БКП и член на Бюрото на Окръжния комитет на БКП. От 1983 г. е председател на ИК на Окръжния народен съвет на Враца.. От 1986 г. до 1990 г. е кандидат-член на ЦК на БКП.